# Fullstep
A Fullstep é uma empresa internacional que desenvolve a sua actividade como consultora especializada em compras. Oferece soluções de consultoria estratégica de compras, outsourcing de compras e uma plataforma tecnológica de apoio a essa função.

## História
A Fullstep foi fundada por Jorge Álvarez e José Fernández de Valderrama no ano 2000 em Madrid, Espanha.
Os seus fundadores, previamente à criação da Fullstep, foram colaboradores de grandes empresas como GM e Volkswagen na área de sourcing. Desde a sua criação, a empresa desenvolve software próprio. A área tecnológica está centralizada em Bilbau, norte de Espanha.

### Presença internacional
A empresa abriu escritório na China para poder aceder a fontes de fornecimento alternativas a mais baixo custo para os seus clientes.
No ano de 2009 a empresa abre uma delegação em Chicago, EUA.
No ano de 2010, é aberta a delegação da empresa em Lisboa, Portugal.

## Negócio e mercado
A Fullstep actua em 3 áreas:
- Consultoria estratégica de compras
- Plataforma tecnológica especializada em compras
- Serviços de apoio a compras e negociação

O mercado onde se circunscreve a sua actividade é liderado por empresas multinacionais de grande dimensão como a SAP, Oracle, Ariba, Ivalua, Bravosolution, Global Eprocure. No entanto, a Fullstep é das empresas líderes em Espanha em consultoria especializada de compras e redução de custos.

## Produtos
A suas soluções tecnológicas consistem num conjunto de módulos integráveis entre si e com os ERPs das empresas. Estes módulos formam a sua plataforma de compras.
- Fullstep Portal de fornecedores: Portal online próprio de cada cliente para a comunicação com os seus fornecedores;
- Fullstep PM (Process Management): formulário e fluxo de aprovações de requisições de compra;
- Fullstep GS (Global Sourcing): módulo de negociação e análise, gestão de contratos;
- Fullstep EP (Electronic Catalogue): aprovisionamento electrónico, catálogo de produtos dentro de um contrato ou pedidos livres;
- Fullstep QA (Quality Assurance): módulo de asseguramento da qualidade de fornecedores;
- Fullstep SM (Spend Management): acompanhamento, controlo da despesa e desvios orçamentais;
- Fullstep Soucing Intelligence (Control Panel): ferramenta de business intelligence agregando toda a informação em indicadores simples;
- Fullstep IS (Integration Services): integração com ERPs.

## Reconhecimento
A Fullstep faz parte, no ano 2010, do Quadrante Mágico da Gartner na área de Sourcing Estratégico (Magic Quadrant for Sourcing Application Suites). O Quadrante mágico na área de sourcing estratégico analisa e destaca as 13 empresas líderes nesta área de actividade a nível mundial. Segundo a Gartner, a Fullstep destaca-se pela flexibilidade da implementação da sua plataforma, a sua eficácia para gerir procedimentos e adjudicações de compras, assim como a sua versatilidade e capacidade de integração.
Dois projectos desenvolvidos pela Fullstep foram galardoados em 2010 pela AERCE (Associação Espanhola de profissionais de compras, contratação e aprovisionamentos).
Alguns dos seus principais clientes são: Ferroser, Gestamp Automoción, Ficosa Internacional, Fagor, Grupo Prisa, Campofrio, Estrella Galicia, as Importadoras da Coca-Cola em Espanha (Casbega, Cobega, Colebega, Norbega, Begano) e entidades financeiras como La Caixa, Bankinter, Banco Sabadell, Banco Gallego, Caja Mediterráneo, Caixa Catalunya, entre outras.